# Godiasco Salice Terme
Godiasco Salice Terme är en kommun i provinsen Pavia i regionen Lombardiet i Italien. Kommunen hade 3 299 invånare (2018).
Kommunens namn var fram till den 20 juni 2012 Godiasco efter huvudorten med samma namn.